# بیماری عفونی نوپدید

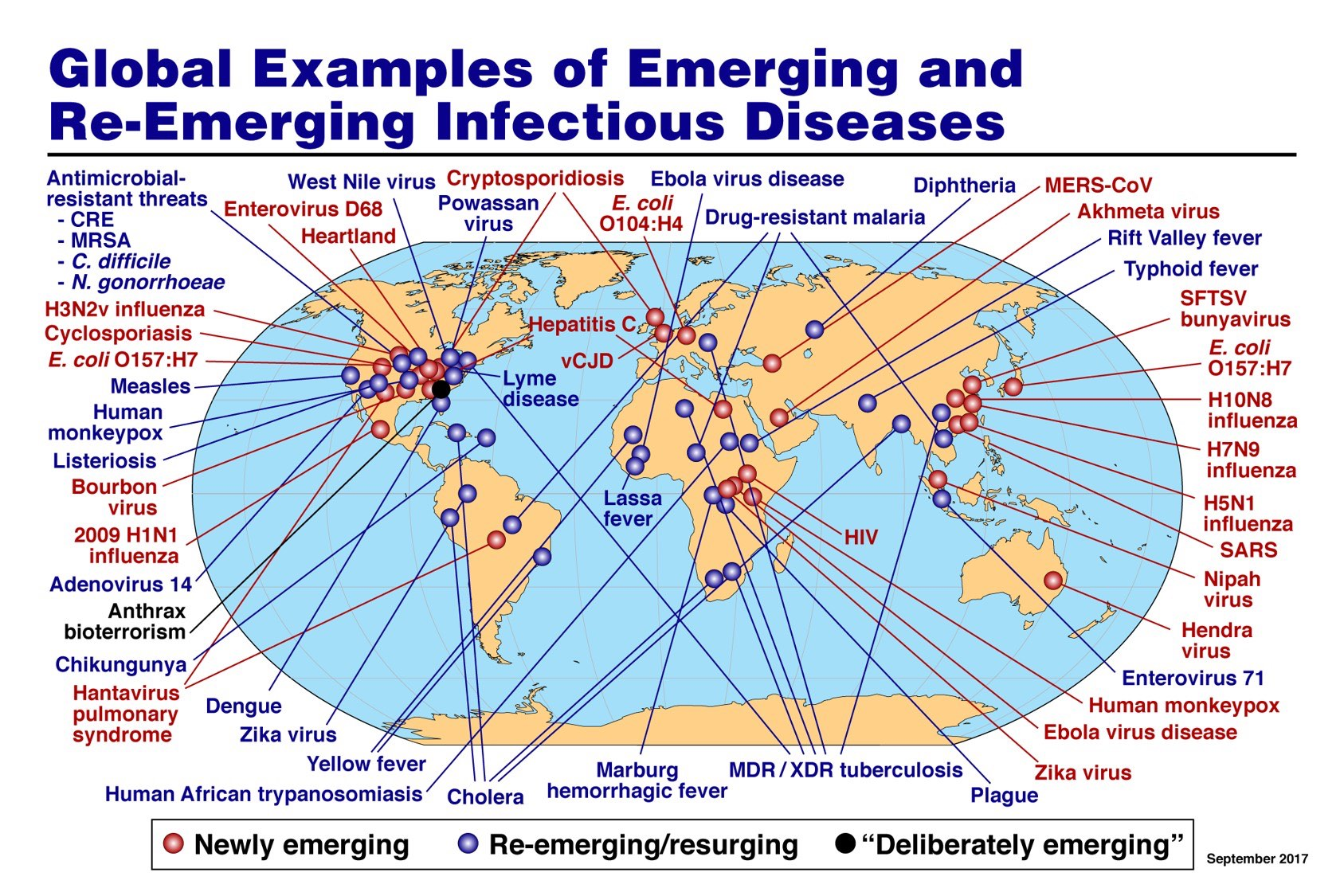
هنگامی که آنتونی فائوچی مدیر NIAID شد، نقشه‌ای از جهان را برای ارائه در یک جلسه استماع کنگره ترسیم کرد که یک تهدید بیماری عفونی نوپدید را نشان می‌داد: HIV. از آن زمان، او به‌طور مداوم نقشه را به‌روز کرده است، و اکنون ظهور تهدیدهای متعدد بیماری‌های عفونی را نشان می‌دهد تا تجربه سال‌های ریاست خود را نشان دهد و همچنین عفونت‌های ویژه را که پیش از ایدز پدیدار شده بودند برجسته کند.

بیماری عفونی نوپدید (به انگلیسی: Emerging infectious disease) یک بیماری عفونی است که بروز آن اخیراً (در ۲۰ سال گذشته) افزایش یافته است و ممکن است در آینده نزدیک نیز افزایش یابد. اقلیتی که توانای ایجاد انتقال مؤثر بین انسان‌ها را دارند، می‌توانند به نگرانی‌های عمده عمومی و جهانی به عنوان علل بالقوه اپیدمی‌ها یا بیماری‌های همه‌گیر تبدیل شوند. تأثیر فراوان آنها می‌تواند اقتصادی و اجتماعی و همچنین بالینی باشد. بیماری‌های عفونی نوپدید حداقل از سال ۱۹۴۰ به‌طور پیوسته در حال افزایش بوده‌اند.
برای هر دهه از سال ۱۹۴۰، چندین رویداد EID ناشی از بیماری مشترک انسان با جانوران وحشی افزایش یافته است. فعالیت‌های انسانی محرک اصلی این افزایش است و از دست دادن تنوع زیستی یک سازوکار پیشرو است.

## عوامل کمک‌کننده
| عامل ظهور                                                           | مثال |
| ------------------------------------------------------------------- | --- |
| سازگاری میکروبی                                                     | رانش ژنتیکی و تغییر ژنتیکی در آنفولانزای A |
| تغییر حساسیت انسان                                                  | نقص ایمنی انبوه با HIV/AIDS |
| تغییر آب و هوا                                                      | بیماری‌های منتقل‌شده توسط ناقلان جانوری مانند پشه‌ها (مثلاً تب نیل غربی) با گرم شدن آب و هوا از مناطق استوایی دورتر می‌شوند. |
| تغییر در جمعیت‌شناسی انسانی و سفر که گسترش سریع جهانی را تسهیل می‌کند | کروناویروس‌های مرتبط با سارس |
| توسعه اقتصادی                                                       | استفاده از آنتی‌بیوتیک‌ها برای افزایش عملکرد گوشت گاوهای پرورشی سبب مقاومت آنتی‌بیوتیکی می‌شود |
| جنگ و قحطی                                                          | پاکسازی زیستگاه جانوران که دامنه بیماری‌هایی مانند ابولا را افزایش می‌دهد |
| خدمات بهداشت عمومی ناکافی                                           | |
| فقر و نابرابری اجتماعی                                              | سل در درجه اول یک مشکل در مناطق کم‌درآمد است |
| بیوتروریسم                                                          | حملات سیاه‌زخم سال ۲۰۰۱ |
| کاربری زمین                                                         | سدسازی و سیستم‌های آبیاری می‌تواند مالاریا و دیگر بیماری‌های منتقله از طریق پشه را تشویق کند استفاده بی‌رویه از آفت‌کش‌ها در کشاورزی صنعتی، کنترل‌های بیولوژیکی (مانند سنجاقک‌ها، دوزیستان، پرندگان حشره‌خوار، عنکبوت‌ها) ناقلین بیماری‌های شناخته‌شده (مانند پشه، کنه، پشه گزنده) را کاهش می‌دهد/از بین می‌برد.                                              |
| ضد واکسیناسیون یا تردید در واکسن                                    | ظهور مجدد سرخک |
| تجارت حیات‌وحش                                                       | با ظهور و گسترش بیماری‌های عفونی جدید در انسان از جمله ویروس نیپا و کووید-۱۹ مرتبط است. بازار تره‌بار شلوغ و غیربهداشتی و مزارع حیات وحش در انتقال ویروس‌های اضطراری از انسان به جانوران، از جمله ویروس‌های کرونای جدید و ویروس‌های آنفلوانزا نقش دارند مسائل پیچیده‌ای که در رابطه با تجارت و مصرف گوشت بوته‌ها وجود دارد نیز، از نگرانی‌های خاصی است. |

## بیماری‌های عفونی گزارش‌شده جدید
در سال ۲۰۰۷ مارک وولهاوس و النور گانت فهرستی از ۸۷ عامل بیماریزای انسانی را برای نخستین بار در دوره بین سال‌های ۱۹۸۰ و ۲۰۰۵ گزارش کردند. اینها بر اساس انواعشان طبقه‌بندی شدند.
|              | تعداد گونه‌ها در سال ۲۰۰۵ شناخته شد | تعداد گونه‌ها از سال ۱۹۸۰ تا ۲۰۰۵ گزارش شده است |
| ------------ | ---------------------------------- | ---------------------------------------------- |
| جمع          | ۱۳۹۹                               | ۸۷                                             |
| باکتری‌ها     | ۵۴۱                                | ۱۱                                             |
| قارچ         | ۳۲۵                                | ۱۳                                             |
| هلمینت‌ها     | ۲۸۵                                | ۱                                              |
| پریون‌ها      | ۲                                  | ۱                                              |
| تک‌یاخته‌ها    | ۵۷                                 | ۳                                              |
| ویروس‌ها      | ۱۸۹                                | ۵۸                                             |
| ویروس‌های DNA | ۳۶                                 | ۹                                              |
| ویروس‌های RNA | ۱۵۳                                | ۴۹                                             |

## شیوع عمده
جدول زیر شیوع عمده بیماری‌های عفونی از سال ۱۹۹۸ را نشان می‌دهد.
| بیماری                                                 | کشور یا منطقه          | سال آغاز شیوع |
| ------------------------------------------------------ | ---------------------- | ------------- |
| Ngari virus                                            | کنیا، تانزانیا، سومالی | ۱۹۹۸          |
| ویروس نیپا                                             | مالزی                  | ۱۹۹۸          |
| West Nile virus                                        | ایالات متحده امریکا    | ۱۹۹۹          |
| Itaya virus                                            | پرو                    | ۱۹۹۹          |
| تب دره ریفت                                            | عربستان سعودی و یمن    | ۲۰۰۰          |
| EBLV-2                                                 | اسکاتلند               | ۲۰۰۲          |
| کروناویروس مرتبط با نشانگان حاد تنفسی                  |                        | ۲۰۰۲          |
| Influenza A virus subtype H7N2                         |                        | ۲۰۰۲          |
| آبله میمون                                             | ایالات متحده آمریکا    | ۲۰۰۳          |
| Chapare virus                                          | بولیوی                 | ۲۰۰۳          |
| طاعون                                                  | الجزایر                | ۲۰۰۳          |
| ویروس تی-لنفوتروپیک انسانی، ویروس تی-لنفوتروپیک انسانی | کامرون                 | ۲۰۰۵          |
| Melaka virus                                           | مالزی                  | ۲۰۰۶          |
| LuJo virus                                             | جنوب آفریقا            | ۲۰۰۸          |
| Multi-drug resistant پلاسمودیوم فالسیپاروم             | جنوب-شرق آسیا          | ۲۰۰۸          |
| کاندیدا اوریس                                          |                        | ۲۰۰۹          |
| Heartland virus                                        | ایالات متحده آمریکا    | ۲۰۰۹          |
| Bas-Congo virus                                        | DRC                    | ۲۰۰۹          |
| Lassa fever                                            | مالی                   | ۲۰۰۹          |
| Pandemic H1N1/09 virus                                 | همه‌گیری جهانی          | ۲۰۰۹          |
| Huaiyangshan banyangvirus                              |                        | ۲۰۰۹          |
| طاعون                                                  | لیبی                   | ۲۰۰۹          |
| وبا                                                    | هائیتی                 | ۲۰۱۰          |
| Lassa fever                                            | غنا                    | ۲۰۱۱          |
| Plasmodium cynomolgi                                   | مالزی                  | ۲۰۱۱          |
| H3N2v                                                  |                        | ۲۰۱۱          |
| کروناویروس مرس                                         |                        | ۲۰۱۲          |
| هنیپاویروس                                             |                        | ۲۰۱۲          |
| H7N9                                                   |                        | ۲۰۱۳          |
| Sosuga pararubulavirus                                 |                        | ۲۰۱۳          |
| H10N8                                                  |                        | ۲۰۱۳          |
| چیکونگونیا                                             | منطقهٔ کارائیب          | ۲۰۱۳          |
| Variegated Squirrel Bornavirus 1                       |                        | ۲۰۱۳          |
| Colpodella sp. Heilongjiang                            | چین                    | ۲۰۱۳          |
| بیماری ویروسی ابولا                                    | غرب آفریقا             | ۲۰۱۴          |
| H5N6                                                   |                        | ۲۰۱۴          |
| Lassa fever                                            | بنین                   | ۲۰۱۴          |
| ویروس بوربن                                            | ایالات متحدۀ آمریکا    | ۲۰۱۴          |
| ویروس زیکا                                             | قاره آمریکا            | ۲۰۱۵          |
| تب خونریزی‌دهنده کریمه-کنگو                             | اسپانیا                | ۲۰۱۶          |
| چیکونگونیا                                             | پاکستان                | ۲۰۱۶          |
| Lassa fever                                            | توگو                   | ۲۰۱۶          |
| Ntwetwe virus                                          | اوگاندا                | ۲۰۱۶          |
| آبله میمون                                             | نیجریه                 | ۲۰۱۷          |
| تب زرد                                                 | برزیل                  | ۲۰۱۷          |
| Rat hepatitis E virus                                  |                        | ۲۰۱۷          |
| Guinea worm                                            | چاد                    | ۲۰۱۸          |
| بیماری لایم                                            |                        | ۲۰۱۸          |
| H7N4                                                   |                        | ۲۰۱۸          |
| آبله میمون                                             | لیبریا، انگلستان       | ۲۰۱۸          |
| ویروس نیپا                                             | هند                    | ۲۰۱۸          |
| کووید ۱۹                                               | همه‌گیری جهانی          | ۲۰۱۹          |